# Anas albogularis
Anas albogularis là một loài chim trong họ Vịt. Loài này được tìm thấy ở quần đảo Andaman, Ấn Độ, và từng được xem là phân loài của Anas gibberifrons. Loài này có màu nâu sẫm với các đốm màu da bò. Mặt và cổ có màu nhạt với một vòng màu trắng quanh mắt. Đuôi có màu xám xanh và mống mắt là màu đỏ.